# Galerie Rob Koudijs
De Galerie Rob Koudijs is opgericht in 2007 door galeriehouder Rob Koudijs (1944-2024) en Ward Schrijver aan de Elandsgracht te Amsterdam. De 100 m2 grote tentoonstellingsruimte bevond zich in het galeriekwartier in het centrum van de stad. Sinds januari 2023 is de galerie gevestigd in Haarlem.
Koudijs was tien jaar lang de compagnon van Louise Smit, eigenaar van Galerie Louise Smit te Amsterdam. Na zijn pensionering in de psychiatrische zorg startte hij de galerie.
De eerste tentoonstelling van de galerie, New Horizons werd geopend op 1 april 2007 met werk van onder meer Jantje Fleischhut,  Jiro Kamata, Felieke van der Leest, Ted Noten en Katja Prins.
In Galerie Rob Koudijs wordt werk getoond van Nederlandse én buitenlandse edelsmeden en sieraadontwerpers. De galerie vertegenwoordigt anno 2014 kunstenaars waaronder David Bielander, Helen Britton, Jantje Fleischhut, Jiro Kamata, Beppe Kessler, Felieke van der Leest, Evert Nijland, Ted Noten, Ruudt Peters, Katja Prins, Terhi Tolvanen en Francis Willemstijn.
Buiten sieraden biedt de galerie ook een assortiment boeken over sieraden en sieraadontwerpers en wordt een eigen tijdschrift uitgegeven Galerie Rob Koudijs Magazine.
De galerie is regelmatig vertegenwoordigd met een stand op internationale kunstbeurzen als Object Rotterdam, de KunstRAI en de PAN (2014) te Amsterdam en Collect, Saatchi Gallery te Londen. Daarnaast heeft de galerie ook tentoonstellingen georganiseerd in de Openbare Bibliotheek Amsterdam, het CODA (Apeldoorn) (2009) en Museum Boerhaave te Leiden (2011). Ook vinden in de galerie met regelmaat boekpresentaties plaats.

## Tentoonstellingen (selectie)
- 2007 - New Horizons
- 2009 - Nelli Tanner, Collecting Snow
- 2009 - Jantje Fleischhut, Lost in Translation and Back to Moon
- 2010 - David Bielander, Wisdom Teeth
- 2010 - Ruudt Peters, Introducing
- 2011 - Evert Nijland, Introduction
- 2011 - Felieke van der Leest, Once upon a Time in my West (Part 1)
- 2011 - Katja Prins, Inter-Act (Past, Present and Future)
- 2011 - Ruudt Peters, Corpus
- 2012 - Terhi Tolvanen, Introduction
- 2014 - Beppe Kessler, Stones and notes
- 2014 - Katja Prins, Hybrids
- 2014 -  Marc Monzó, Wall